# Chiesa di Santa Maria delle Grazie (Calenzano)
La chiesa di Santa Maria delle Grazie è un luogo di culto cattolico di Calenzano, situato nella frazione Nome di Gesù.

## Storia e descrizione

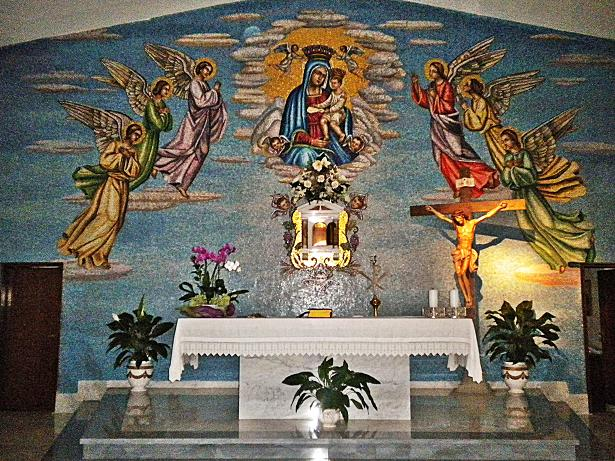
L'altare e il mosaico

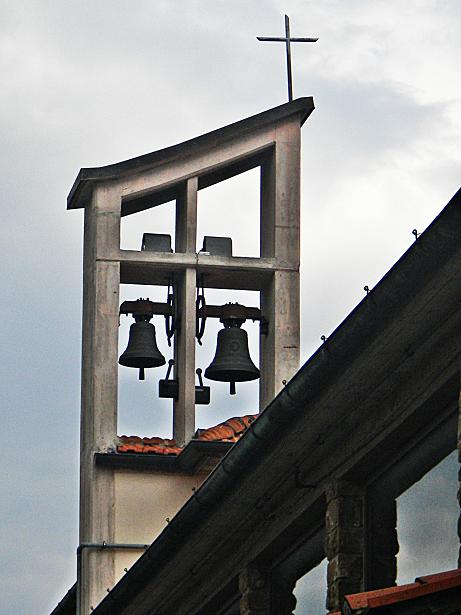
Particolare del campanile

Il particolare "incarico" di costruire una chiesa nella frazione Nome di Gesù di Calenzano fu dato nel 1953 da San Pio da Pietrelcina a Giovanni Bardazzi (Prato, 25 ottobre 1908 – Prato, 7 dicembre 1997), militante del PCI convertitosi nel 1949. Nel 1957 fu edificata una cappella che poteva contenere circa cinquanta persone, dal costo di circa venti milioni di lire; essendo la struttura insufficiente in quanto a capienza – e sempre dietro suggerimento del santo – a partire dall'11 luglio 1960 iniziarono i lavori di ampliamento, che diedero vita a un'ampia chiesa a navata unica, in stile neorazionalista, consacrata dall'arcivescovo di Firenze Ermenegildo Florit il pomeriggio del 7 dicembre dello stesso anno. Nel 1968 la parete posteriore all'altare è stata abbellita da un mosaico che riproduce, seppur in dimensioni minori, quello presente nella chiesa omonima di San Giovanni Rotondo.
Divenuta sede parrocchiale nel 1986, negli anni seguenti la struttura ha ricevuto ulteriori ampliamenti; tra i principali: il rifacimento dell'area antistante la chiesa – con l'aggiunta di una statua dedicata a Padre Pio – nel 1989; la creazione di un nuovo sagrato in stile neorinascimentale, in occasione del Giubileo del 2000; il rosone, aperto sulla fronte della chiesa, realizzato nel 2000 su disegno di Ermella Cintelli Molteni, la stessa artista che ha scolpito le quattordici formelle della Via Crucis (inaugurata il 7 dicembre 2005); l'inaugurazione, nel 2010, di un'ampia cappella dedicata a San Pio, posta a destra dell'altare. La cappella contiene alcune reliquie del santo, tra cui un quadro raffigurante la Vergine da lui benedetto appositamente per la chiesa, e una preziosa icona di provenienza russa. Alla parrocchia è annessa anche la gestione della chiesa di Santa Maria a Travalle.